# فرنخوس العربي
فرنخوس العربي أو فرنخوس البيثني كان نحويًّا في اللغة اليونانية، وهو من أصل عربي، ازدهر في بيثينيا في القرن الثاني، وكتب أعمالًا عن أتيكيا [الإنجليزية]. خلفيته العرقية متنازع عليها، بشكل رئيس بين أصل عربي وأصل يوناني بيثيني، والغالب عند المؤرخين المعاصرين أنه عربي.

## الحياة
تنص السودا على ما يلي:

Φρύνιχος, Βιθυνός, σοφιστής. Ἀττικιστὴν ὑπ' Ἀττικῶν ὀνομάτων βιβλία β#, Τιθεμένων συναγωγήν, Σοφιστικῆς παρασκευῆς βιβλία μζ#, οἱ δὲ οδ#.
وتُترجم إلى أن فرنخوس العربي السفسطائي، قد كتب في المجالات النحوية التالية:
- العلية، Ἀττικῶν ὀνομάτων
- مجمع الاستخدامات (Τιθεμένων συναγωγήν)
- الاستعدادات السفسطائية (Σοφιστικῆς παρασκευῆς) (47 كتابًا، لكن البعض يقول 74 كتابًا)

لم ينجُ من الاستعدادات السفسطائية إلا بعض الأجزاء وملخص فوتيوس. كان العمل تعليميًّا، لكنه كان مطولًا. جزء من المخطوطة موجودة في باريس. نشرها برنارد منفون [الإنجليزية] وأوغست إيمانويل بيكر [الإنجليزية]. عمل آخر لفرينيك، لم يذكره فوتيوس ، ولكن ربما يكون مطابقًا للكتاب الأتيكي الذي ذكره سويداس، وهو الاختيار (Ἐκλογὴ) من الكلمات والعبارات العلية ، وهو محفوظ لليوم. كان مُخصصًا لرجل يُدعى كورنيليانوس، وهو رجل ذو ذوق أدبي، وأحد أمناء الإمبراطورية، الذي دعا المؤلف للقيام بهذا العمل؛ العمل عبارة عن مجموعة من الكلمات والأشكال الحالية التي انحرفت عن المعيار الأتيكي القديم، حيث يُقدم الحقائق الأتيكية الواقعية جنبًا إلى جنب. وبالتالي فإن العمل عبارة عن معجم توجيهي وإصلاحي مضاد للبربر، وهو مثير للاهتمام لأنه يوضح التغييرات التي مرت بها اللغة اليونانية بين القرن الرابع قبل الميلاد والقرن الثاني الميلادي باعتبارهم نماذج للأسلوب الأتيكي، يمنح فرينيخوس أعلى مكانة لأفلاطون، وديموستينيس ، وأسخينيس السقراطي [الإنجليزية]،  ويستخدم أيضًا الخطباء الأتيكيين [الإنجليزية] الآخرين، ثوسيديدس ، وسوفوكليس ، وأسخيليوس ، ويوربيديس ، على الرغم من أنه لا يقبل استخدامهم دون نقد: في الرسالة إلى كورنيليانوس التي تشكل مقدمة الإكلوج ، ينتقد بعض الكلمات التي استخدمها المؤلفون الأتيكيون الكلاسيكيون باعتبارها أخطاءً غير أتيكية.
وقد تم نشر طبعات من كتاب الإكلوج، مع ملاحظات قيمة، كتبها كرستين لوبيك [الإنجليزية] (1820) ورذرفود (1881)؛ حيث كرس لوبيك اهتمامه بشكل رئيس إلى الإصدارات اللاحقة، بينما كرس رذرفود اهتمامه للاستخدامات السابقة التي لاحظها فرنخوس. طالع أيضًا جي برينوس، دي فرينيشو أتيسيستا (1895).

## ملحوظات
1. ↑  مذكور في: استنادات المكتبة الوطنية الفرنسية. الوصول: 21 ديسمبر 2018. مُعرِّف المكتبة الوطنية الفرنسية (BnF): 12869857d. المُؤَلِّف: المكتبة الوطنية الفرنسية. لغة العمل أو لغة الاسم: الفرنسية.
2. ↑  Davidson, James (3 Mar 2015). Courtesans & Fishcakes: The Consuming Passions of Classical Athens (بالإنجليزية). St. Martin's Publishing Group. ISBN:978-1-4668-9159-3.
3. ↑  Bloemendal, Jan (31 May 2010). Gerardus Joannes Vossius: Poeticarum institutionum libri tres / Institutes of Poetics in Three Books (بالإنجليزية). BRILL. ISBN:978-90-04-18409-1. Archived from the original on 2025-02-22.
4. ↑  I. Bekker, editor. Anecdota graeca (1814)
5. 1 2 3  Regali, Mario (1 Oct 2015). "Phrynichus Arabius". Lexicon of Greek Grammarians of Antiquity (بالإنجليزية). Archived from the original on 2022-07-07. Photius attributes to Phrynichus the ethnic Ἀράβιος (Bibl. cod. 158, 2, 100a, 33), while the سودا (موسوعة) describes him as Βιθυνός (φ 764).
6. ↑  Struck، Peter T. (2020). "Greek & Roman Mythology - Phrynichus". جامعة بنسيلفانيا. A Greek Sophist, who lived in the second half of the 3rd century A.D. in Bithynia [...]
7. ↑  "Φρύνιχος", Suda, Adler number: φ764.
8. 1 2 3  Chisholm 1911.
9. 1 2  Forbes، Peter Barr Reid؛ Browning، Robert؛ Wilson، Nigel Guy (1996). "Phrynichus (3) Arabius". في Hornblower، Simon؛ Spawforth، Antony (المحررون). Oxford Classical Dictionary (ط. 3rd). ص. 1177–8.

## روابط خارجية
- Phrynichi eclogae nominum et Verborum atticorum ، Chr. أغسطس. لوبيك (محرر)، Lipsiae، في libraria weidmannia، 1820.
- "فرينيخوس الجديد"، وهو نص منقح لـ "إكلوجا" النحوي فرينيخوس ، دبليو. جونيون رذرفورد (محرر)، لندن، ماكميلان وشركاه، 1881.